# TG Sport
Il TG Sport è il telegiornale sportivo della Rai in onda su Rai 2 e Rai Sport.

## Edizioni
- TG Sport Mattina, in onda alle 7:00 su Rai Sport
- TG Sport Giorno, in onda alle 11:00 su Rai 2
- TG Sport Sera, alle 18:35 su Rai 2[1]
- TG Sport Notte, trasmessa a mezzanotte su Rai Sport[2][3]

## Direttori
| Direttore                | Periodo   | Ad interim |
| ------------------------ | --------- | ---------- |
| Gilberto Evangelisti     | 1991-1992 | No         |
| Gianfranco De Laurentiis | 1992-1994 | No         |
| Marino Bartoletti        | 1994-1997 | No         |
| Fabrizio Maffei          | 1997-1999 | No         |
| Fabrizio Maffei          | 2003-2006 | No         |
| Giovanni Bruno           | 1999-2003 | No         |
| Carlo Francia            | 2003      | Si         |
| Massimo De Luca          | 2006-2009 | No         |
| Eugenio De Paoli         | 2009-2013 | No         |
| Mauro Mazza              | 2013-2014 | No         |
| Carlo Paris              | 2014-2016 | No         |
| Gabriele Romagnoli       | 2016-2018 | No         |
| Bruno Gentili            | 2018      | Si         |
| Auro Bulbarelli          | 2018-2021 | No         |
| Alessandra De Stefano    | 2021-2023 | No         |
| Marco Franzelli          | 2023      | Si         |
| Iacopo Volpi             | 2023-2024 | No         |
| Massimiliano Mascolo     | 2025      | Si         |
| Paolo Petrecca           | dal 2025  | No         |